# الستارة (رواية)
الستارة: قضية بوارو الأخيرة، بالإنجليزية Curtain: Poirot's Last Case، رواية تحقيق من تأليف أغاثا كريستي، نشرت لأول مرة في المملكة المتحدة من قبل «نادي كولنز للجرائم» في سبتمبر 1975، وفي الولايات المتحدة الأمريكية من قبل «شركة دود وميد» لاحقا في نفس العام.
كان في الرواية الظهور الأخير لهيركيول بوارو وآرثر هستنغز في أعمال كريستي.

## ملخص الرواية
يتلقى هستنغز دعوة من صديقه بوارو للمجيء والإقامة معه في قصر ستايلز. قصر ستايلز الذي كان مسرح جريمة قتل إيميلي إنجلثروب خلال الحرب العالمية الأولى، تم تحويله الآن إلى فندق من إدارة الكولونيل لوتريل وزوجته. عند وصول هستنغز إلى ستايلز، يجد أن حالة بوارو الصحية قد تدهورت كثيرا، حيث أنه يضطر لاستعمال كرسي متحرك بسبب التهاب المفاصل، وقام بوارو بتوظيف خادم جديد يدعى كورتيس بعدما أعطى خادمه القديم جورج إجازة ليعتني بوالده المريض. يعلم هستنغز أن بوارو لا يقيم في ستايلز ليتعافى فقط كما إدعى، بل يقوم بتتبع قاتل خطير جدا. يحكي بوارو لهستنغز قصص خمس قضايا، الأولى عن امرأة تدعى السيدة إثرنغتون يموت زوجها الذي كان يعاملها بقسوة نتيجة تسمم غذائي، لكن تثار الشكوك حولها بأنها هي من قامت بقتله، ورغم تبرأة هيئة المحلفين إياها من التهمة، لكن المحيطين حولها يبدون غير مقتنعين بذلك، وبسبب هذا تقرر وضع حد لحياتها.
القضية الثانية، عن سيدة عجوز صعبة المراس تموت نتيجة جرعة زائدة من المورفين، تحوم الشبهات حول ابنة أختها فريدا كلاي، لكن الدلائل تكون غير كافية لتوجيه تهمة القتل لها.
القضية الثالثة عن رجل يدعى ريغز، شك في خيانة زوجته له مع أحد الرجال، فقام بقتلها بواسطة البندقية هي وعشيقها، ثم سلم نفسه للشرطة وحكم عليه بالسجن المؤبد.
القضية الرابعة عن السيدة برادلي، التي تكتشف خيانة زوجها لها، فتققرر قتله، ثم تنهار وتعترف بجريمتها خلال استجوابها من طرف الشرطة ويحكم عليها بالإعدام.
القضية الخامسة عن رجل يدعى ليتسفيلد، وهو رجل ظالم يعامل بناته بقسوة، في أحد الأيام تقوم ابنته مارغريت بقتله ثم تذهب إلى الشرطة وتعترفت بجريمتها، يُقرر إرسالها إلى مصحة عقلية، لكنها تموت بعد فترة قصيرة.
يقول بوارو أنه في جميع القضايا الآنفة كل الدلائل كانت تشير لشخص واحد بطريقة غريبة، ويؤكد أن هناك طرف خفي في كل من القضايا السابقة، وهو المسؤول عن كل الجرائم التي وقعت، لكنه قاتل ماكر بحيث لم يترك أي دليل يدينه، كما يخبر بوارو هستنغز أن ذلك القاتل موجود حاليا في قصر ستايلز، ورغم كل محاولات هستنغز لاستمالة بوارو ليعلمه باسم ذلك القاتل يرفض بوارو بشدة ويكتفي بالإشارة إليه بالقاتل «س».
يراقب هستنغز المقيمين في الفندق، وهم ابنته جوديث التي تعمل لدى الدكتور فرانكلين الذي يقوم بأبحاث حول الأدوية والسموم ولديه مخبر بالقرب من قصر ستايلز، زوجته السيدة فرانكلين التي تلازم الفراش بسبب مرضها وممرضتها المرافقة لها، السيد نورتون وهوايته المفضلة مراقبة الطيور، السيد أليرتون رجل متزوج لكن لعوب، السير بويد كارينغتون، حاكم مقاطعة سابق في الهند وهو على علاقة وثيقة مع السيدة فرانكلين منذ الصغر، والآنسة اليزابيث كول الذي يتضح فيما بعد أن اسمها الحقيقي هو اليزابيث ليتسفليد، أخت مارغريت.
يثير انتباه الجميع الطريقة السيئة التي تعامل بها السيدة لوتريل زوجها، وفي أحد الأيام يقوم بإصابتها بطلق ناري بينما كانت في الحديقة بين النباتات، يدعي الكولونيل لوتريل أنه ظن الشيء المتحرك أرنبا ويعتذر اعتذارا شديدا من زوجته، لكن بوارو يبدو شبه متأكد أن الكولونيل فعل ذلك عمدا.
يلاحظ هستنغز أن ابنته تقضي الكثير من الوقت مع الماجور أليترون، ويطلب منها إنهاء علاقتها به، فتأبى ذلك، وبينما يتمشى هستنغز مع الآنسة كول، يجدان نورتون وهو يمسك بمنظاره وكأنه رأى شيئا مهما ويحاول المراوغة لمنع هستنغز من أخذ المنظار، يظن هذا الأخير أن ما رآه نورتون كان له علاقة بجوديث وأليترون.
يقرر هيستنغز قتل أليرتون عن طريق تسميم شرابه، لكنه يغط في نوم عميق خلال انتظاره لعودة أليترون، ويعترف لصديقه بوارو بالحماقة التي أوشك على فعلها وأنه نادم جدا لإقدامه على ارتكاب جريمة قتل.
تقوم السيدة فرانكلين بدعوة الجميع إلى غرفتها لشرب القهوة، لكن هستنغز يبدو مهموما جدا بسبب علاقة ابنته المشبوهة، وبينما يخرج الجميع لرؤية الشهاب من شرفة غرفة السيدة فرانكلين، يبقى هو وحيدا ويذرف دموعا، تدخل ابنته جوديث فجأة، فيحاول مراوغتها حتى لا ترى دموعه، ويدعي أنه يبحث في دولاب السيدة فرانلكين عن كتاب معين لحل الكلمات المتقاطعة.
في اليوم الموالي يتم إيجاد السيدة فرانلكين ميتة بسبب سم وضع في قهوتها، يخلص التحقيق إلى أنها حادثة انتحار، وبوارو نفسه يشهد أنه رآها تخرج من مخبر زوجها وهي تحمل قارورة صغيرة، لكن هستنغز يبدو غير متأكد من احتمال الانتحار ويشك في أن الدكتور فرانكلين متورط في قتل زوجته.
يقول نورتون لهستنغز أن ما رآه ذلك اليوم بواسطة المنظار مهم جدا، لكنه يخشى البوح به لشخص غير مناسب، فيصر عليه هستنغز لإخبار كل شيء لبوارو.
يقبل نورتون ويذهب بعد العشاء لمقابلة بوارو في غرفته. خلال تلك الليلة يستفيق هستنغز على صوت خارج الغرفة، وعندما يفتح الباب يرى نورتون متجها نحو الحمام لكنه لا يرى وجهه.
في الصباح الموالي يتم إيجاد نورتون ميتا داخل غرفته، مع رصاصة في منتصف جبهته بالضبط، لكن الغريب أن مفتاحه كان في جيبه وغرفته كانت مغلقة، فيقرر التحقيق أن ما حدث كان انتحارا.
وبعد ذلك بفترة قصيرة، يموت بوارو هو الآخر بسكتة قلبية، لكنه يترك مجموعة من الدلائل لهستنغز تسمح له بالتعرف على هوية القاتل «س»: نسخة من مسرحية عطيل، وملاحظة تطلب منه مقابلة خادم بوارو القديم، جورج، لا يفهم هستنغز مغزى هذه الدلائل، لكن عند مقابلته لجورج ينفي هذا الأخير كون والده مريضا، ويقول أن بوارو هو من تخلى عن خدماته.
تعلن جويث لوالدها أنها قررت الزواج من الدكتور فرانكلين والذهاب معه إلى أفريقيا لاستكمال أبحاثه. بعد أربعة أشهر من وفاة بوارو يستلم هستنغز رسالة خطية من بوارو كتبها قبل وفاته وشرح فيها كل ما حدث.
القاتل «س» هو السيد نورتون، وسبب ترك بوارو نسخة من عطيل كدليل هو أن نورتون انتهج نفس المنهاج الذي اتبعه إياغو في تراجيديا عطيل، فيقوم بالضعط نفسيا على شخص ما ويدفعه لارتكاب جريمة دون أن يكون هناك دليل على أن نورتون هو المذنب الحقيقي وينجح في التأثير بطريقة عجيبة على ضحاياه، وإضافة لتسببه بالجرائم الخمس التي تحدث عنها بوارو، فإن نورتون كان مسؤولا أيضا عن إقدام الكولونيل لوتريل على إطلاق النار على زوجته، وهو من أثر على هستنغز لقتل أليرتون (ويوضح بوارو أيضا أنه هو من وضع منوما في شراب هستنغز لمنعه من ارتكاب الجريمة التي تنبأ بها)، وهو أيضا من دفع السيدة فرانكلين لقتل زوجها، لكن للأسف هستنغز قلب خطتها عليها بدون قصد، فناجين القهوة كانت موضوعة على دولاب الكتب، وهستنغز هو من قام بإدارته، جاعلا السيدة فرانكلين تشرب الفنجان المسموم الذي أعدته لزوجها، أما بخصوص ذلك الشيء الذي رآه بالمنظار فكان ملفقا، حيث وبعد وفاة السيدة فرانلكين قرر الإدعاء أنه رأى جوديث والدكتور فرانكلين في وضع مشبوه وهذا ليوجه أصابع الاتهام نحوهما بقتل السيدة فرانكلين.
وفي الأخير يعترف بوارو أنه لم يجد من وسيلة لإيقاف نورتون عن ارتكاب مزيدا من الجرائم سوى قتله، فعندما جاء لمقابلته تلك الليلة في غرفته، أخبره بوارو أنه يعرف حقيقته وكل الجرائم التي كان سببا فيها، ثم يعرض عليه كوب كاكاو، لكن نورتون يصر على أن يتبادل كأسه مع بوارو. بوارو وضع في وقت سابق منوما في كلا الكأسين، لكن المنوم لن يؤثر على بوارو لأنه معتاد على تناوله، بعدها قام بوارو بأخذ نورتون إلى غرفته بواسطة الكرسي المتحرك (وكان بوارو يستطيع المشي وهذا سبب صرفه لجورج فهو كان سيعرف أن استعماله للكرسي المتحرك مجرد تمويه)، قام بوارو بقتل نورتون في غرفته وجعل الأمر يبدو انتحارا بوضعه لمفتاح الغرفة في جيب نورتون، لكن بوارو حصل سابقا خلال إقامته في ستايلز على مفتاح آخر لتلك الغرفة، ثم قام بارتداء منامة نورتون وتعمد إصدار ضجة لإيقاظ هستنغز وإيهامه أن نورتون كان لا زال حيا وقتها.
ينهي هستنغز روايته للرواية بملاحظة تقول أنه كان يجب أن يكتشف أن بوارو هو من ارتكب الجريمة فور رؤيته لموضع الرصاصة في وسط جبهة نورتون بالضبط.

## الشخصيات
- هيركيول بوارو، المحقق البلجيكي، يظهر في الرواية مريضا بسبب تقدمه في العمر، لكن قدراته العقلية لا زالت قوية.
- الكابتن آرثر هستنغز، صديق بوارو، توفيت زوجته مؤخرا تاركة أربعة أبناء من بينهم جوديث.
- كورتيس، خادم بوارو الجديد.
- الدكتور جون فرانكلين، طبيب وباحث كيميائي، يبلغ من العمر 35 سنة.
- باربرا فرانلكين، زوجة الدكتور، تلبغ من العمر 30 سنة
- جوديث هستنغز، مساعدة الدكتور فرانكلين وابنة آرثر هستنغز، تلبغ من العمر 21 سنة.
- الممرضة كرافن، ممرضة السيدة فرانكلين.
- السير ويليام بويد كارينغتون، حاكم مقاطع سابق في الهند، وصديق للسيدة فرانكلين منذ الصغر، عاد إلى إنجلترا بعد حصوله على ميراث.
- الماجور أليترون، رجل متزوج لكن مصدر إعجاب للنساء، يبلغ من العمر حوالي أربعين عاما.
- ستيفن نورتون، رجل من النوع الهادئ، هوايته المفضلة مراقبة الطيور.
- اليزابيث كول، تبلغ من العمر 35 سنة، واسمها الحقيقي هو ليتسفيلد.
- الكولونيل توبي لوتريل، المالك الجديد لقصر ستايلز، يبلغ من العمر 50 عاما.
- السيدة ديزي لوتريل، زوجة الكولونيل.
- جورج، خادم بوارو.

## تعليقات
- أول ظهور لبوارو كان في قصة «القضية الغامضة في ستايلز» وتجري أحداثها –مثل قصته الأخيرة- في قصر ستايلز.
- كتبت كريستي الرواية خلال أربعينيات القرن ال20، أي خلال الحرب العالمية الثانية، وكانت خلالها تعمل كممرضة متطوعة رغم أن عمرها قارب الخمسين عاما.[2]
- إلى جانب هذه الرواية التي جعلتها آخر قضية لبوارو، كتبت أغاثا كريستي رواية أخرى تحت عنوان «الجريمة النائمة» وفيها آخر ظهور للآنسة ماربل، لكنها أصرت على عدم نشر الروايتين إلا في حالة موتها خلال الحرب جراء القصف الكثيف للندن آنذاك، ولما خرجت من الحرب بسلام، قررت نشرت أن لا تنشر الروايتين إلا بعد موتها.[3]
- كتبت أغاثا كريستي العديد من الروايات الأخرى خلال الحرب العالمية الثانية، «السروة الحزينة» و «إبزيم الحذاء» عام 1940، «شر تحت الشمس» و«نون أم ميم؟» عام 1941، «الجثة في المكتبة» و«الإصبع المتحرك» عام 1942، «جريمة في الذاكرة» عام 1943، «بإتجاه الصفر» و«غائب في الربيع» عام 1944، «في النهاية يأتي الموت» و«السينايد المتلالئ» عام 1945، وعكس روايتي «الستارة» و«الجريمة النائمة» فكل الروايات السابقة نشرتها كريستي خلال الحرب.[3]
- بسبب الإلحاح الشديد لناشر أغاثا كريستي لتقديم الجديد لقرائها، قررت أغاثا نشر هذه الرواية كاسرة بذلك القرار الذي وضعته سابقا، وتوفيت أغاثا كريستي بعد ثلاثة أسابيع من نشر هذه الرواية.[4]
- «الستارة» آخر رواية لأغاثا كريستي يظهر فيها بوارو بالنسبة لتاريخ النشر، أما بالنسبة لتاريخ الكتابة فإن آخر رواية ظهر فيها بوارو هي «ذاكرة الأفيال» التي كتبت عام 1972.

## الاقتباس
تم اقتباس الحلقة الأخيرة من مسلسل «أغاثا كريستي بوارو» من الرواية عام 2013، من إنتاج قناة ITV وبطولة ديفيد سيجت، وعموما لم تحمل الحلقة تغييرات كثيرة على أحداث وشخصيات الرواية.

## العناوين العالمية
تم الحفاظ على العنوان الأصلي في الترجمات العربية التي قامت بها دار الأجيال ومكتبة جرير. وتغيرت في ترجمات أخرى مثل: نسخة دار ميوزيك اتت تحت عنوان امرأة في مأزق، ترجمة الرواية بعنوان «القضية الأخيرة» بواسطة محمد عبد المنعم ونشرتها الشركة الشرقية للنشر والتوزيع.
وتغييره في ترجمات في بعض العالمية مثل: «سقوط الستارة» في الترجمة الألمانية، والهولندية، البرتغالية والنرويجية؛ «ستارة الموت» في الترجمة العبرية، «مغامرة بوارو الأخيرة» في الترجمة الإيطالية، «وأغلقت الستارة» في الترجمة التركية.

## روابط خارجية
- معلومات حول الرواية في الموقع الرسمي لأغاثا كريستي (باللغة الإنجليزية).
- معلومات حول حلقة مسلسل «أغاثا كريستي بوارو» المقتبسة من الرواية (باللغة الإنجليزية).
- معلومات حول الرواية في الموقع الرسمي لدار الأجيال (باللغة العربية).